# قسم تازيان الريفي (مقاطعة بندر عباس)
قسم تازيان الريفي (بالفارسية: دهستان تازیان) هي منطقة ريفية تقع في إيران في قسم. يقدر عدد سكانها بـ 21,371 نسمة .